# Василий Пантелеймонович
Василий Пантелеймонович — карачевский княжич, сын Пантелеймона Мстиславича, князя Карачевского. По мнению Л. Войтовича Василий мог быть князем Козельским.

## Биография
Отец Василия, Пантелеймон известен только по родословным, где он показан третьим сыном карачевского и козельского князя Мстислава Михайловича. Войтович считает Пантелеймона князем Карачевским, а Р. В. Зотов — звенигородским.
В летописях Василий упоминается только однажды. По сообщению Воскресенской летописи в 1339 году он убил своего дядю, князя Андрея Мстиславича. Причина убийства неизвестна. Зотов предположил, что причиной мог быть спор из-за удела отца Василия — Андрей мог отнять после смерти Пантелеймона удел у его наследника, и Василий мог убить дядю из мести.
Зотов предполагает, что упоминаемый под № 43 князь Василий мог быть одним лицом с Василием Пантелеймоновичем, в таком случае он был убит ордынцами, как его тёзка и предшественник в 1238 году.

## В искусстве
Василий Пантелеймонович является главным героем исторического романа Михаила Каратеева «Ярлык великого хана». В этом романе Василий показан наследником князя Пантелеймона Мстиславича, названного князем Карачевским. Андрей Мстиславич и его брат Тит после смерти Пантелеймона обманом завладели ярлыком на Карачевское княжество в обход Василия, из-за чего тот и убил Андрея как главного виновника обмана. После чего Василий бежал в Белую Орду, где и погиб, оставив малолетнего сына, получившего имя Карач-мурза.